# Mścigniewa
Mścigniewa – staropolskie imię żeńskie, złożone z dwóch członów: Mści- ("mścić") i -gniew- ("gniew"). Mogło oznaczać "tę, która mści zniewagi". Zapis tego imienia pochodzi z 1426 roku (Oleśniki). 
Mścigniewa imieniny obchodzi 15 grudnia.
Męski odpowiednik: Mścigniew.